# Diurnalità
Nel comportamento animale la diurnalità indica un animale attivo durante il giorno e che si riposa durante la notte. Gli animali che non sono diurni possono essere notturni (attivi di notte) o crepuscolari (attivi soprattutto durante il crepuscolo, ad esempio all'alba e al tramonto). Molte specie animali sono diurne, tra cui molti mammiferi, insetti ed uccelli. L'attività diurna viene spesso controllata internamente dal ritmo circadiano (ritmo endogeno) dell'animale. In alcuni animali, specialmente negli insetti, l'attività viene controllata dai fattori esterni dell'ambiente (ritmi esogeni).
Alcuni animali prettamente notturni o crepuscolari sono stati addomesticati e si sono trasformati in animali diurni per far coincidere il loro ciclo con quello delle abitudini umane. Ne sono un esempio i cani, conigli ed i gatti, che sono derivati dal lupo e dal gatto selvatico. Comunque, quando nascono allo stato brado, questi animali possono mantenere il comportamento originario della propria specie.